# Digitaria ischaemum
Digitaria ischaemum là một loài thực vật có hoa trong họ Hòa thảo. Loài này được (Schreb.) Muhl. mô tả khoa học đầu tiên năm 1817.

## Hình ảnh

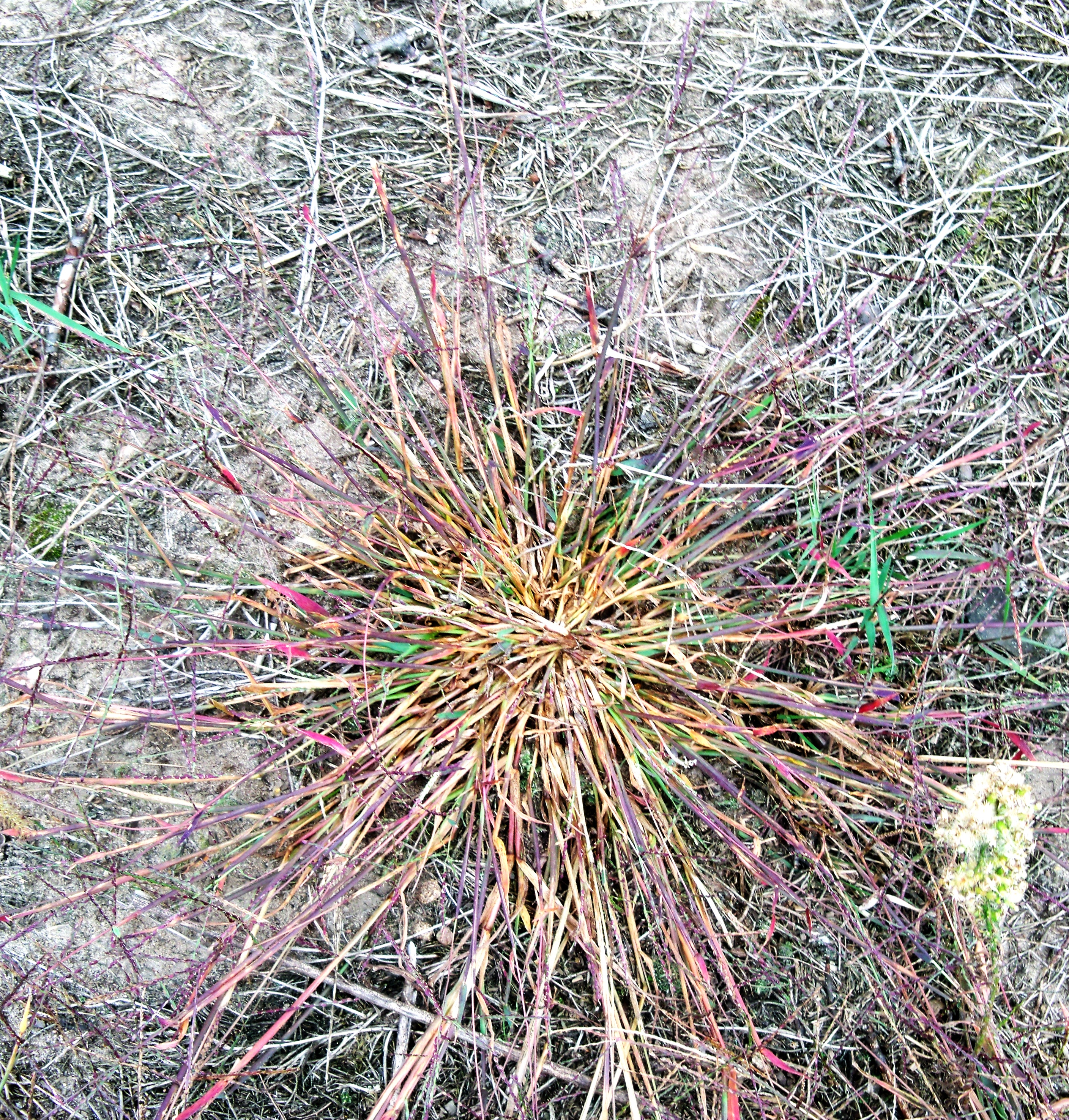
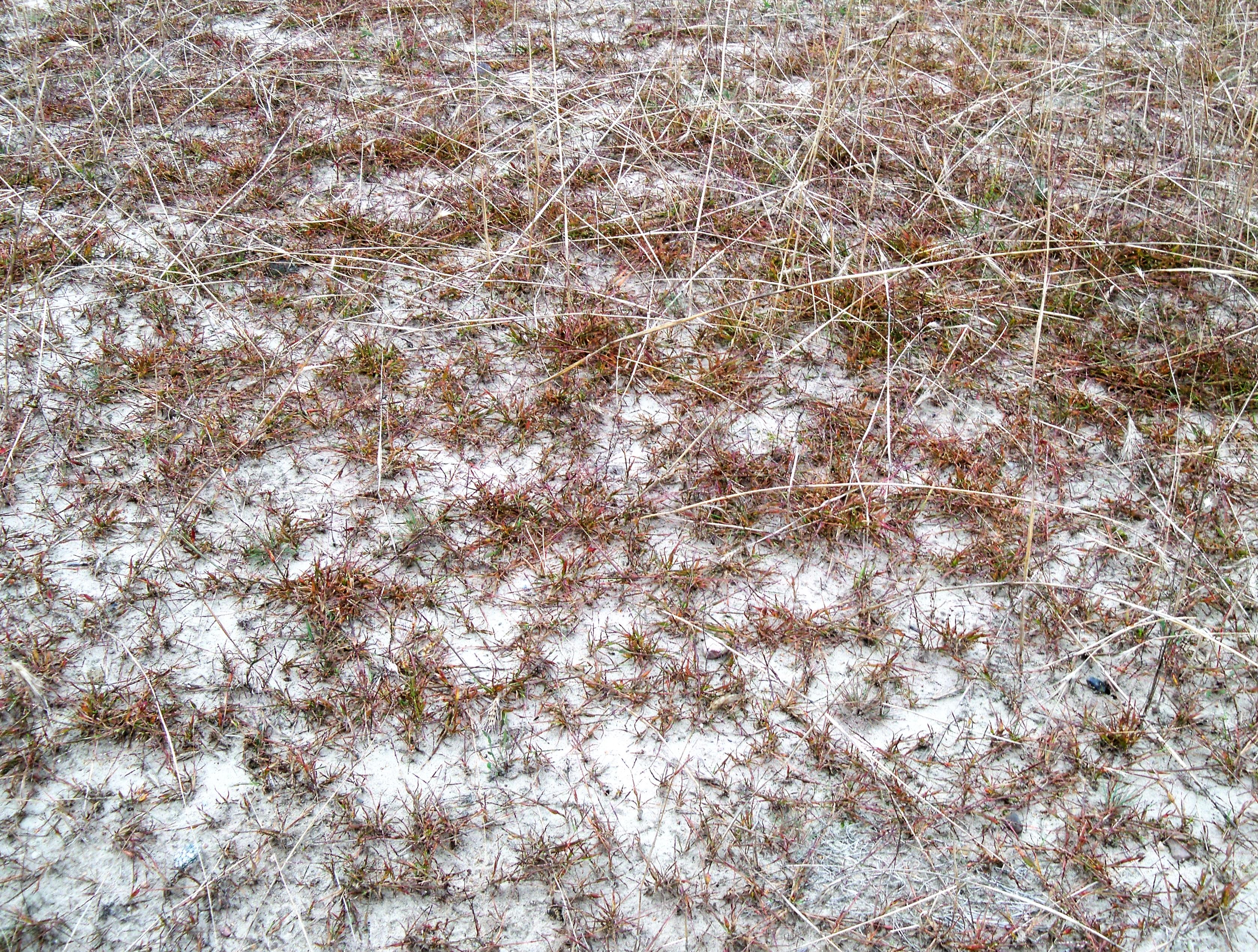
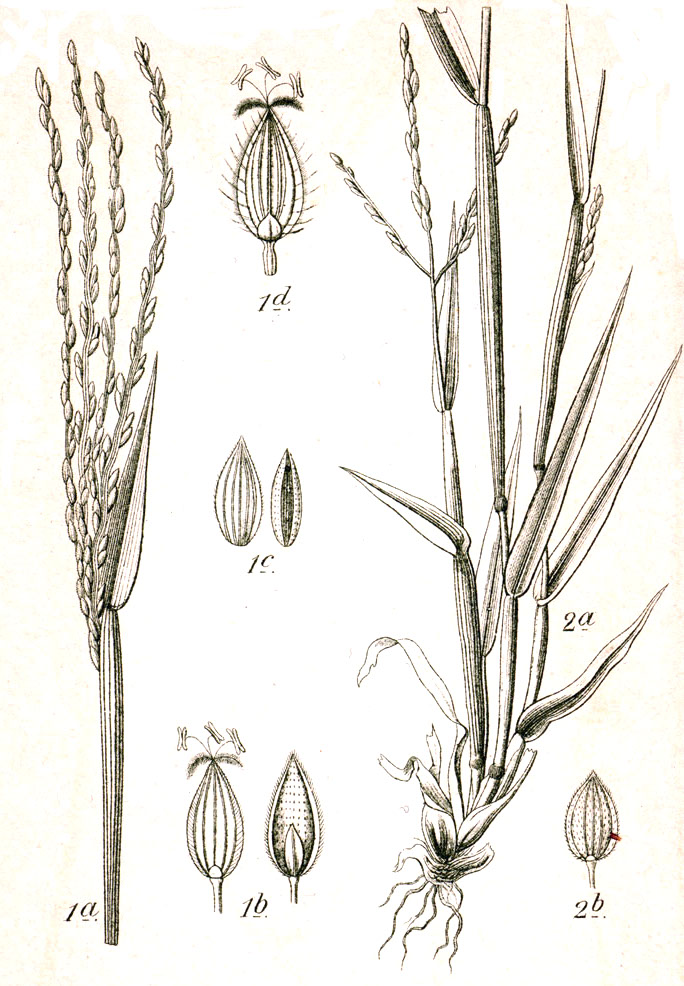
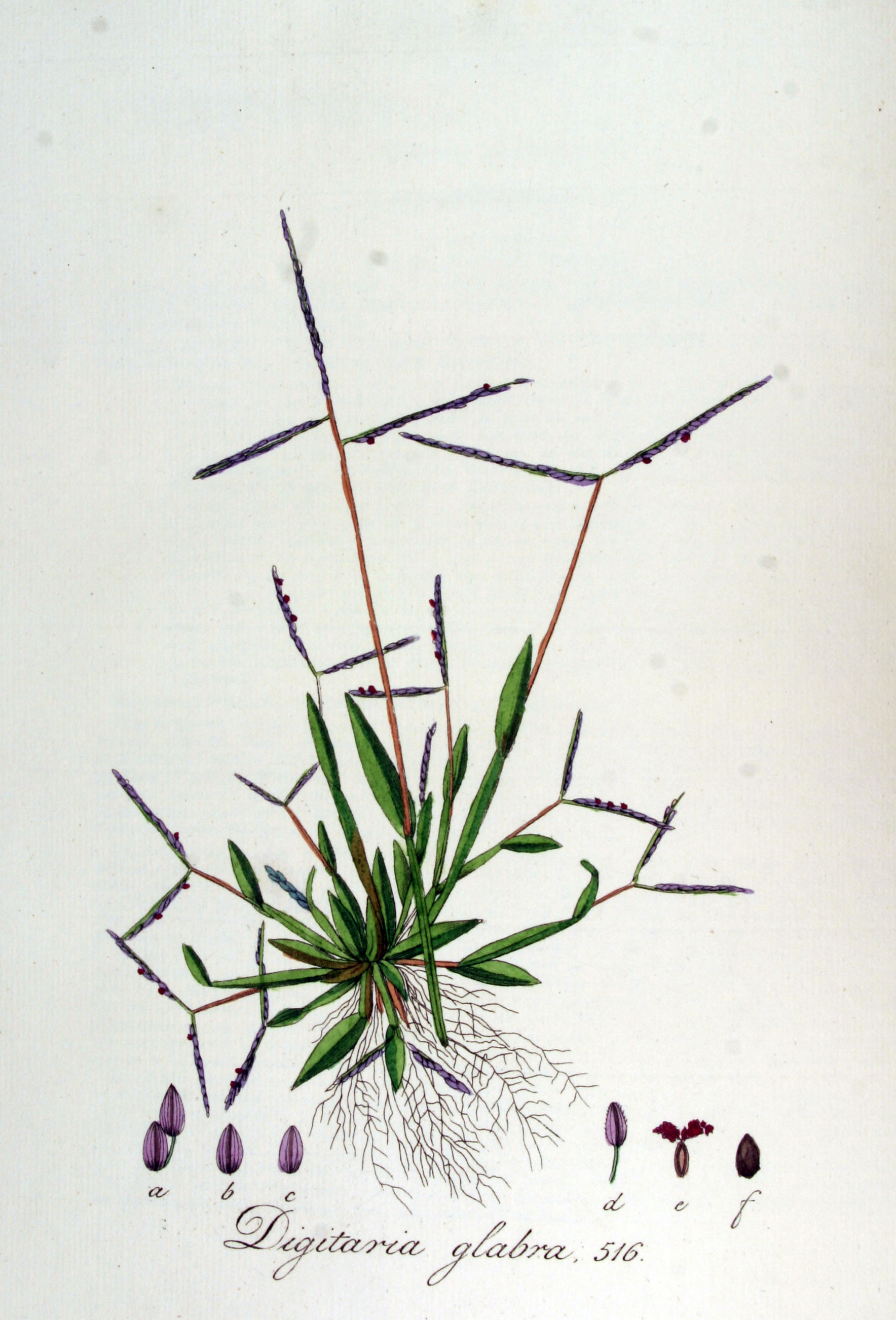